# Tito Cesernio Estacio
Tito Cesernio Estacio Quincio Estaciano Memio Macrino (en latín: Titus Caesernius Statius Quinctius Statianus Memmius Macrinus; c.105 - c.167) fue un senador romano que vivió en el siglo II, y desarrolló su cursus honorum bajo los reinados de Adriano, y Antonino Pío. Fue cónsul sufecto en el nundinium de agosto-octubre del año 141 junto con Gayo Javoleno Calvino.

## Orígenes y Familia
Estacio era el hijo menor del procurador Tito Cesernio Estacio Quincio Macedón; y tenía un hermano mayor cuyo nombre era Tito Cesernio Quinciano, cónsul sufecto alrededor del año 139. Los Caesernii eran una familia importante de la ciudad de Aquileia.

## Carrera política
Su cursus honorum hasta su consulado se conoce por la dedicación a una estatua erigida en Cirta en la provincia imperial de Numidia. El primer cargo que Estacio ocupó fue el de decemviri stlitibus judicandis, uno de los cuatro cargos que formaban el Vigintivirato; el ejercicio de esta magistratura era un primer paso preliminar hacia la entrada en el Senado romano. Luego fue comes Augusti en Oriente, o un compañero del emperador Adriano durante su gira por las provincias orientales alrededor del año 129. Su servicio cerca del emperador lo llevó a ser nombrado cuestor como candidato del emperador alrededor del año 130, y una vez completada esta magistratura republicana tradicional, Estacio sería inscripto en el Senado. Ocupó la magistratura republicana de tribuno de la plebe, que fue seguida por la asignación especial de reclutar soldados en la Regio XI Transpadana (missus ad dilec [tu] m juniorum a Divo Hadriano in regionem Transpadanum). Luego regresó a Roma donde ocupó la magistratura de pretor; Géza Alföldy fecha su mandato alrededor del año 135.
Después de completar su mandato como pretor, Estacio fue legatus o comandante de la Legio XIV Gemina, que en ese momento estaba estacionada en Carnuntum en Panonia Superior; Alföldy fecha su servicio en el período del año 136 al 138. Luego fue nombrado legado del emperador en Numidia. Su nombramiento lo convirtió en el comandante de la Legio III Augusta, que estaba estacionada en Lambaesis, que aunque técnicamente lo convirtió en comandante de una legión, de hecho lo convirtió en gobernador de la  provincia. Alföldy fecha su permanencia en la Numidia romana alrededor del año 138 al 141, cubriendo la fecha de la muerte de Adriano y la sucesión de Antonino Pío. Durante ese tiempo se convirtió en el patrón de las ciudades de Cirta y Timgad, y fue en ese momento que se erigió una estatua en su honor en Cirta. Dado que al ocupar este puesto, un senador accedía inmediatamente al consulado, como fue el caso de Estacio, probablemente fue admitido en el sacerdocio romano de los sodales Augustales (probablemente durante el reinado de Adriano), antes de ser enviado al mando de la legion III Augusta.
Sólo se conoce un nombramiento de Estacio después de su consulado: una inscripción encontrada en Pontailler-sur-Saone da fe de su nombramiento como gobernador de Germania Superior; Alföldy data su mandato entre 149 y 152 aproximadamente. Se desconoce cuánto tiempo más vivió después de regresar a Roma desde Germania Superior. Alföldy fecha su nacimiento alrededor del año 105, por lo que tendría 47 años cuando dejó Germania Superior; Según lo que sabemos de la demografía romana, es posible que Estacio viviera unos quince años más.